# Acacia cyclops
Acacia cyclops é uma espécie de leguminosa do gênero Acacia, pertencente à família Fabaceae.